# Passiena
Passiena là một chi nhện trong họ Lycosidae.